# Eduardo Ugarte
Eduardo María de la Presentación y de las Mercedes Mauricio Ugarte y Pagés (Hondarribia, Guipúscoa, 22 d'agost de 1901 - Mèxic, 1955) fou un escriptor, escenògraf, guionista i director de cinema basc.

## Biografia
Va estudiar dret i filosofia i lletres a Madrid i Salamanca. Casat amb Pilar Arniches, filla del dramaturg Carlos Arniches. Va estar molt pròxim al cercle dels humoristes de la trucada Generació del 27. Va compondre diverses obres teatrals en col·laboració amb José López Rubio. En 1930 va treballar durant uns mesos en Hollywood.
Co-fundador l'11 de febrer de 1933 de la Associació d'Amics de la Unió Soviètica, creada en uns temps en què la dreta sostenia un to condemnatori als relats sobre les conquestes i els problemes del socialisme en l'URSS.
En la seva condició de president de la Unió d'Estudiants Hispans, i juntament amb Federico García Lorca, que li va dedicar una de les composicions de Poeta en Nueva York, va ser el principal animador de La Barraca. Col·laborador de l' Almanaque literario 1935, del Diablo Mundo i de la productora cinematogràfica Filmófono, va escriure amb Luis Buñuel el guió de l'adaptació de Carlos Arniches Don Quintín, el amargao.

## Guerra Civil i exili
Durant la Guerra Civil espanyola va ser un dels fundadors de l'Asociación de Intelectuales Antifascistas para la Defensa de la Cultura i va col·laborar, a París, i en contacte amb Buñuel, en tasques de propaganda republicana. Es va exiliar a Mèxic, on va seguir dedicat a activitats cinematogràfiques, camp en el qual va col·laborar en alguna ocasió amb Manuel Altolaguirre. Va dirigir quatre pel·lícules: Bésame mucho (1944), Por culpa de una mujer (1945), El puerto de los siete vicios (1951) i Cautiva del pasado (1951).

## Obra escrita
- Por las rutas del teatro(1954)
- De la noche a la mañana(1929)
- La casa de naipes(1958)

És autor a més d'almenys un altre llibre teòric, diverses obres teatrals inèdites i d'una trentena de guions cinematogràfics, escrits per ell només o en col·laboració amb Max Aub, Carlos Arniches, Luis Buñuel, Manuel Altolaguirre, Gilberto Martínez Solares…